# SHTF
SHTF is een acroniem dat staat voor "When Shit Hits the Fan", een populaire uitdrukking in de Engelse taal die verwijst naar een plotselinge en ernstige crisis of noodsituatie. Het concept wordt vaak geassocieerd met rampenvoorbereiding, survivalisme en discussies over maatschappelijke en geopolitieke instabiliteit. De term wordt vooral gebruikt door preppers, maar het concept krijgt ook steeds meer aandacht in bredere maatschappelijke en academische discussies.

## Oorsprong en betekenis
De uitdrukking "when shit hits the fan" vindt zijn oorsprong in de Engelstalige volkscultuur en wordt gebruikt om een situatie te beschrijven waarin alles misgaat. Het beeld dat wordt opgeroepen, is dat van een ventilator die verspreiding van een onaangename substantie veroorzaakt, wat chaos en paniek symboliseert. Hoewel de term informeel is, wordt hij in survivalisme en rampenvoorbereiding gebruikt om situaties te beschrijven waarin het dagelijks leven drastisch wordt verstoord, zoals:
- Natuurrampen (overstromingen, aardbevingen, orkanen).
- Economische crises (hyperinflatie, werkloosheid, bankfaillissementen).
- Sociale onrust (protesten, rellen, massale migratiestromen).
- Wereldwijde pandemieën (zoals de coronapandemie).
- Geopolitieke conflicten (oorlogen, terreuraanslagen).

## Gebruik in survivalisme en prepping

### Survivalisme
Survivalisme is een levensstijl en filosofie gericht op zelfredzaamheid, vaak voorbereid zijn op scenario’s waarin reguliere overheidsdiensten of maatschappelijke structuren niet meer functioneren. In de survivalismegemeenschap verwijst SHTF naar een scenario waarin extreme omstandigheden iemands vermogen om te overleven op de proef stellen.

### Preppers
Preppers zijn individuen of groepen die zich actief voorbereiden op mogelijke SHTF-scenario’s. Zij richten zich op het aanleggen van voorraden en het aanleren van vaardigheden om zichzelf en hun naasten te beschermen. Voorbeelden van voorbereidingen zijn:
- Voorraadbeheer: Het opslaan van voedsel, water, medische benodigdheden en brandstof.
- Zelfvoorzienendheid: Het leren van vaardigheden zoals jagen, vissen, tuinieren en het bouwen van onderdak.
- Communicatie: Het gebruik van ham-radio’s en andere technologie voor noodgevallen.
- Veiligheid: Het trainen in zelfverdediging en het beheren van wapens.

## SHTF-scenario’s
Altijd en overal zijn scenario’s te bedenken die tot een SHTF-situatie kunnen leiden, zoals:
- Overstromingen: Nederland heeft een lange geschiedenis van overstromingen. Ondanks de Deltawerken blijft het risico bestaan door klimaatverandering en stijgende zeespiegels.
- Stroomuitval: Een langdurige black-out kan grote gevolgen hebben voor communicatie, transport en gezondheidszorg.
- Economische crises: Denk aan een instorting van de euro of een wereldwijde recessie.
- Pandemieën: De coronacrisis heeft aangetoond hoe kwetsbaar de samenleving kan zijn.

## Maatschappelijke impact
De aandacht voor SHTF en rampenvoorbereiding groeit. Dit is te danken aan een combinatie van factoren, waaronder globalisering, klimaatverandering en de toenemende complexiteit van moderne samenlevingen. De overheid heeft een belangrijke rol in crisismanagement, maar individuen en gemeenschappen worden steeds meer aangemoedigd om zelf maatregelen te nemen.
- Overheidscampagnes: Voorbeelden zijn "Denk Vooruit" van het Nederlandse Ministerie van Justitie en Veiligheid, gericht op het informeren van burgers over risico’s en voorbereidingen.
- Burgerinitiatieven: Er ontstaan lokale groepen die kennis delen over prepping en rampenbeheer.
- Academisch onderzoek: Instellingen zoals het KNMI en universiteiten onderzoeken de impact van klimaatverandering en andere risico’s.

## Kritiek en controverse
Het concept van SHTF en de prepping-beweging worden soms bekritiseerd. Veelvoorkomende punten van kritiek zijn:
- Overdrijving: Critici stellen dat preppers vaak doemscenario’s overdrijven.
- Toegankelijkheid: Niet iedereen heeft de financiële middelen om voorraden aan te leggen of dure survivaluitrusting te kopen.
- Individualisme: Sommigen zien prepping als een egoïstische activiteit die weinig rekening houdt met gemeenschapszin.

Daarentegen stellen voorstanders dat een zekere mate van zelfredzaamheid juist een aanvulling is op collectieve maatregelen.